# Казахмыс (молодёжный хоккейный клуб)
Молодёжный хоккейный клуб «Казахмыс» — бывшая молодёжная хоккейная команда из города Караганда, Казахстан. Существовала в 2011—2012 годах. Выступала во втором дивизионе МХЛ. Являлась фарм-клубом хоккейной команды «Сарыарка».

## История
Клуб создан в 2011 году. В сезоне 2011-12 года команда заявлена во второй дивизион МХЛ (дивизион «Восток»)
.
Дебют казахов в МХЛ состоялся 24 сентября 2011 года в Караганде на льду ЛДС «Акжолтай» матчем с командой «Ангарский Ермак»
.
В 1-м сезоне Первенства Молодёжной хоккейной лиги «Казахмыс» занял 5 место в дивизионе «Восток», а в общей таблице 19-е место, не попала в плей-офф.
Из-за крайне неудовлетворительных результатов команды в сезоне 2011/2012 руководство клуба решило сняться с первенства МХЛ.

## Статистика и достижения
| Дивизион Б (Молодёжная хоккейная лига) |                      |                      |                      |                      |                      |                      |                      |                      |                      |                      |                      |               |               |               |               |               |               |               |               |               |               |               |
| Регулярный чемпионат                   | Регулярный чемпионат | Регулярный чемпионат | Регулярный чемпионат | Регулярный чемпионат | Регулярный чемпионат | Регулярный чемпионат | Регулярный чемпионат | Регулярный чемпионат | Регулярный чемпионат | Регулярный чемпионат | Регулярный чемпионат | Плей-офф      | Плей-офф      | Плей-офф      | Плей-офф      | Плей-офф      | Плей-офф      | Плей-офф      | Плей-офф      | Плей-офф      | Плей-офф      | Плей-офф      |
| Сезон                                  | И                    | В                    | ВО                   | ВБ                   | П                    | ПО                   | ПБ                   | ГЗ                   | ГП                   | О                    | Штр                  | И             | В             | ВО            | ВБ            | П             | ПО            | ПБ            | ГЗ            | ГП            |               |               |
| 2011-2012                              | 32                   | 3                    | 0                    | 0                    | 28                   | 0                    | 1                    | 74                   | 173                  | 10                   | 800                  | Не участвовал | Не участвовал | Не участвовал | Не участвовал | Не участвовал | Не участвовал | Не участвовал | Не участвовал | Не участвовал | Не участвовал | Не участвовал |